# Eudemo (nome)
Eudemo  è un nome proprio di persona italiano maschile.

## Varianti
- Maschili: Eudemio
- Femminili: Eudemia

### Varianti in altre lingue
- Catalano: Eudem
- Francese: Eudème
- Georgiano: ევდემოზ (Evdemoz)
- Greco antico: Εὔδημος (Eudemos)
- Greco moderno: Ευδήμος (Eudīmos)
- Latino: Eudemus[1]
- Russo: Евдем (Evdem)
- Slovacco: Eudémos
- Sloveno: Evdem
- Spagnolo: Eudemo
- Ucraino: Евдем (Evdem)
- Ungherese: Eudémosz

## Origine e diffusione
Riprende il nome greco antico Εὔδημος (Eudemos), latinizzato in Eudemus. È composto dalle radici ευ (eu, "bene") e δῆμος (demos, "popolo", "gente"), quindi può essere interpretato come "adattato a tutti".

## Onomastico
Nessu santo ha portato il nome Eudemo, che quindi è adespota; l'onomastico può essere festeggiato il 1º novembre, ad Ognissanti.

## Persone
- Eudemo da Rodi, filosofo peripatetico e storico della scienza greco antico
- Eudemo di Cipro filosofo platonico amico di Aristotele che scrisse in suo onore il dialogo Eudemo o Dell'anima a lui intitolato .